# OS X Yosemite
OS X Yosemite (OS X 10.10) — операційна система виробництва корпорації Apple, представлена 2 червня 2014 року на конференції WWDC 2014. Названа на честь  Йосемітського національного парку. Із 17 жовтня 2014 доступна для безкоштовного завантаження в AppStore.

## Системні вимоги
- OS X v10.6.8 або новіша
- 2 ГБ оперативної пам'яті
- 8 ГБ вільного місця на накопичувачі

- Деякі функції вимагають Apple ID
- Деякі функції вимагають наявності інтернет-з'єднання

### Підтримувані комп'ютери
- iMac (середина 2007 або новіше)
- MacBook (кінець 2008 (алюмінієвий) або початок 2009 (пластиковий) або новіше)
- MacBook Pro (середина 2007 або новіше)
- MacBook Air (кінець 2008 або новіше)
- Mac mini (початок 2009 або новіше)
- Mac Pro (початок 2008 або новіше)
- Xserve (початок  2009)

## Нові особливості
- У новій операційній системі з'явилася можливість здійснення дзвінків з вбудованої програми FaceTime, яка є доповненням пакета функцій Continuity в OS X 10.10, який дозволяє приймати та здійснювати дзвінки безпосередньо з комп'ютерів під управлінням OS X 10.10 і планшетів iPad під управлінням  iOS 8, використовуючи розташований поблизу iPhone під управлінням iOS 8 як точку доступу до стільникової мережі, застосовуючи для обміну даними між пристроями технології Wi-Fi та Bluetooth 4.0[2]. Apple реалізує дану функцію за допомогою технологій Wi-Fi та Bluetooth 4.0, обмежуючись локальною мережею користувача і при здійсненні телефонного виклику з екрана комп'ютера Mac або планшета iPad розмова відбувається безпосередньо з пристрою, який ініціалізував виклик, iPhone же в цьому випадку є точкою доступу до стільникової мережі, ведучи обмін голосовими даними через Wi-Fi з пристроєм, що ініціалізував виклик (тобто прямий доступ до iPhone не потрібно, потрібно лише, щоб пристрої були підключені до однієї Wi-Fi мережі, iPhone же може лежати в іншій кімнаті)[3][4].
- Дизайн заснований на тих же принципах плоского інтерфейсу, які були закладені у версію мобільної платформи.
- Потрібна установка останнього оновлення попередньої версії для своєї установки.
- Через те, що в платформі для розробників були внесені дуже значні зміни, багато програм зажадають оновлення.

## Цікаві факти
- Можливість здійснення дзвінків з браузера з використанням смартфона в новій операційній системі була запозичена у Яндекс.Браузера[5][6]

## Хронологія
| Хронологія операційних систем Macintosh |
| --------------------------------------- |
|                                         |